# تودوزی

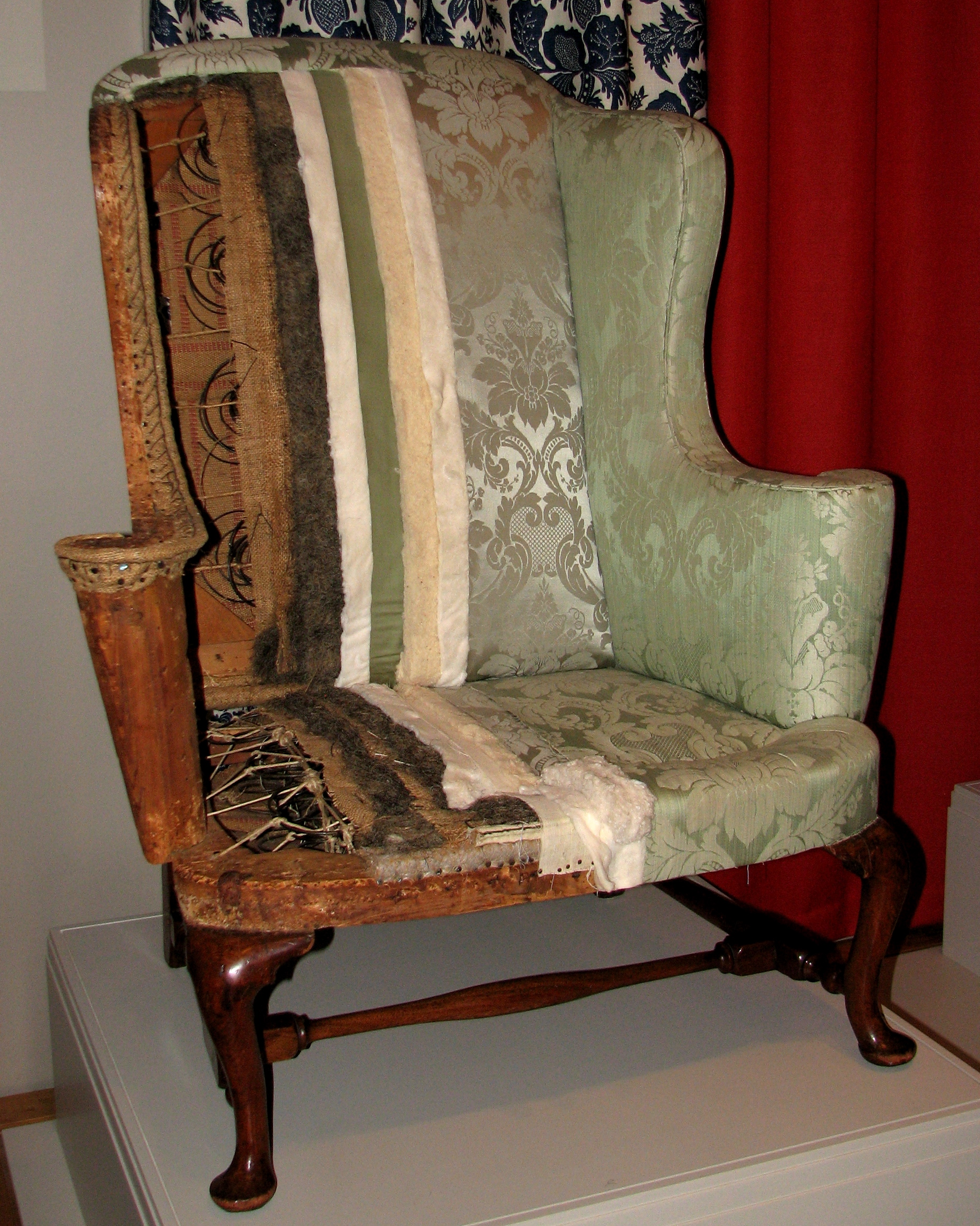
یک صندلی راحتی متعلق به نیو انگلند با لایه‌های بخش‌بندی شدهٔ تودوزی

تودوزی (انگلیسی: Upholstery) به عملی گفته می‌شود که در آن مبلمان، به‌ویژه صندلیها، با لایه‌های بالشتکها، فنرها، روبان‌های تسمه‌ای، و روکش‌هایی از جنس پارچه یا چرم پوشیده می‌شوند. این اصطلاح می‌تواند در خصوص مبلمان به‌کار رفته در خودروها، هواپیماها و قایقها نیز استفاده شده و همچنین ممکن است به تشکها، به‌خصوص لایه‌های بالایی آن‌ها نیز اشاره داشته‌باشد. اگرچه تمامی این موارد معمولاً در زمینهٔ طراحی با یکدیگر متفاوت هستند.